# Llengua colima
El colima és una llengua indígena extinta parlada fins al segle xix en la riba dreta del riu Magdalena i sobre els rius Negro i Pacho, en el departament colombià de Cundinamarca.

## Classificació
La llengua es coneix per almenys dues llistes de vocabulari que contenen menys d'una cinquantena de paraules en total. Si bé aquestes dades no permeten classificar la llengua amb seguretat, uns quants dels termes evidencien parentiu amb les llengües carib i similituds amb el muzo, una altra llengua de difícil classificació de la mateixa regió. No obstant això, alguns experts consideren que no hi ha dades suficients per a classificar aquestes llengües.

## Vocabulari
En els vocabularis recollits per Juan Suárez de Cepeda podem trobar, entre altres les següents paraules:
- Amtor: armadillo.
- Amonca: pantà
- Apavi: casa gran.
- Api: àvia
- Are: Déu, primer home creador.
- Aro: iuca.
- Arpa: ametlla.
- Ático: palla.
- Az: ardente
- Aza: riu Magdalena.
- Buco: blanc.
- Cachipay: chontaduro (Bactris gasipaes).
- Capacapí: jagua (Genipa sp.).
- Caparra: lodozo
- Caqui: gran
- Carma: guagua, guartinaja
- Cora: mohán.
- Corque: sarna.
- Cuacua: comején.
- Cuco: mico.
- Chicuacha: cargols petits.
- Chin: boira.
- Maquipa: dimoni.
- Marie: formiga
- Miz: batata.
- Muzocay: guatlla.
- Nama: guaiaba.
- Namayanzo: felí negre que caça gallines.
- Namaychicho: puma.
- Namaypera: felí inofensiu.
- Namaytaza: jaguar.
- Nauras: indis yariguí.
- Neme: betum.
- Nicua: sal.
- Ñipas: mercaders txibtxa.
- Nunca: fique, pita.
- Pam: danta
- Papa: pare
- Pata: alvocat
- Pauna: cargol.
- Paayme: alt.
- Pin: salt d'aigua.
- Sabo: paujil (ocell)
- Sara: metge
- Sarbi: falguera
- Satim: ocell
- Saure: espina de peix
- Sapapi: Opòssum de Virgínia
- Seip: cérvol vermell petit.
- Suri: guamo.
- Tateoca: arbre de trementina.
- Tapa: pedra.
- Toma: saíno.
- Toro: rodó
- Tucurvi: perdiu.
- Tutum: esquirol.
- Utut: ós
- Vica: dona
- Yaco: candela.
- Ybacapi: folla vermella comestible.
- Yuca: ós formiguer.
- Yvi: varó
- Yacota: jobo (fruita).
- Yoma: papa.